# Masayoshi Takayanagi
Masayoshi Takayanagi (高柳 昌賢 Takayanagi Masayoshi?, nacido el 11 de julio de 1994 en Gyeongsang del Sur, Ulsan) es un futbolista japonés nacido en Corea del Sur, que se desempeña como centrocampista.

## Trayectoria

### Clubes
| Club            | País  | Año         |
| --------------- | ----- | ----------- |
| Gainare Tottori | Japón | 2015 - 2016 |
| Vonds Ichihara  | Japón | 2017        |
| FC Ryukyu       | Japón | 2018 -      |

## Estadística de carrera

### J. League
| Club            | Año   | J. League | J. League | Copa J. League | Copa J. League | Total | Total |
| Club            | Año   | Part.     | Goles     | Part.          | Goles          | Part. | Goles |
| --------------- | ----- | --------- | --------- | -------------- | -------------- | ----- | ----- |
| Gainare Tottori | 2015  | 3         | 0         | -              | -              | 3     | 0     |
| Gainare Tottori | 2016  | 2         | 0         | -              | -              | 2     | 0     |
| Total           | Total | 5         | 0         | 0              | 0              | 5     | 0     |